# Slottsbrons IF
Slottsbrons IF er en idrætsforening fra Slottsbron, Sverige. Klubben blev grundlagt i 1918 og vandt det svenske mesterskab i bandy for herrer i 1934, 1936, 1938 og 1941.